# Ujedinjena opozicija
Djelovanje radikalnih nacionalnih i ekstremističkih pokreta je kulminiralo atentatom na kralja Aleksandra I. Karađorđevića u Marseilleu 9. listopada 1934. u organizaciji ustaša (u suradnji s makedonskim VMRO). Nakon njegove pogibije, uspostavljen je poludiktatorski režim, vlada Bogoljuba Jevtića i Milana Stojadinovića (1934. – 1939.), a Jugoslavija se sve više priklanjala fašističkim zemljama. Pregovori glede konkretnijeg rješenja hrvatskoga pitanja otpočeli su nakon atentata na kralja Aleksandra, ali je nepopustljiva politika prvaka srpske Radikalne stranke Milana Stojadinovića sprječavala svaki učinkovitiji pomak.
Kada je parlamentarizam obnovljen i raspisani izbori 1935., režimskoj Jugoslavenskoj nacionalnoj stranci suprotstavila se zemaljska oporbena lista Bloka narodnoga sporazuma, poznata kao Ujedinjena opozicija u kojoj su: Seljačko-demokratska koalicija, Jugoslavenska muslimanska organizacija, Davidovićevo krilo Demokratske stranke i jedan dio Zemljoradničke stranke. Nositelj kandidacijske liste je Vladko Maček. Te stranke predstavljale su veliku većinu Hrvata i bosanskih muslimana, kao i velik broj Srba-Prečana i Srba u Srbiji. (Slovenska ljudska stranka nastupila je u okviru režimske liste.). Ujedinjena opozicija je zastupala federalističko preuređenje Kraljevine Jugoslavije.
Vladko Maček je na čelu liste svih oporbenih skupina pa i srbijanskih (Ujedinjena opozicija), ostvario plebiscitarnu potporu u hrvatskim krajevima. Iako je režimskoj listi, pomoću snažnih mjera političkog terora i izbornih prijevara, pripala većina glasova na izborima za Narodnu skupštinu Kraljevine Jugoslavije 1938., duboka politička kriza dovela je 5. veljače 1939. do pada vlade Milana Stojadinovića. Knez Pavle Karađorđević povjerio je sastav nove vlade dotadašnjem ministru Dragiši Cvetkoviću. U svom programskom govoru Cvetković izjavljuje kako vlada treba riješiti i hrvatsko pitanje; to je bilo prvi put da je režim uopće priznao postojanje pitanja.
Pregovori Mačeka i Cvetkovića započeli su u travnju 1939. U pregovorima su sudjelovali i predstavnici Samostalne demokratske stranke koja je okupljala Srbe Prečane i još od 1927. bila u koaliciji s HSS-om (Seljačko-demokratska koalicija, SDK). Predstavnici oporbenih srbijanskih stranaka s kojima je SDK bila zajednički nastupila na izborima 1935. i 1938., odbili su sudjelovati u pregovorima. Spomenutim sporazumom, uspostavljena je autonomna Banovina Hrvatska, što je ujedno i pobjeda federalističkoga bloka.

## Skupštinski izbori 1935.
Dana 6. veljače 1935. godine, Namjesničko vijeće raspušta Narodnu skupštinu i raspisuje parlamentarne izbore za 5. svibnja 1935. Djelovanje HSS-a i dalje je bilo pod zabranom. 19. veljače u Sibinju kraj Slavonskog Broda u sukobu s žandarima ubijeno je devet seljaka haesesovaca, u narodu zapamćeni kao Sibinjske žrtve.
Dana 5. svibnja 1935. godine, održani su izbori za Narodnu skupštinu, po nešto izmijenjenom izbornom zakonu od 10. rujna 1931. Izbori su bili provedeni pod terorom i obilovali krivotvorinama.
Na izborima su sudjelovale četiri zemaljske liste: 
1. Vladina lista s nositeljem Bogoljubom Jevtićem
2. Udružena opozicija s nositeljem Vladkom Mačekom,
3. Zbor, na čelu s Dimitrijem Ljotićem,
4. Staroradikali s nositeljem Božom Maksimovićem.

Vladina lista dobila je 1.746.982 glasova (60,6%), Udružena opozicija 1.070.345 glasova (37,4%), Zbor 35.549 glasova i Staroradikali 24.088 glasova. Međutim, Vladina lista dobila je pri podjeli mandata prema nedemokratskom izbornom zakonu 303 zastupnička mjesta, a Udružena opozicija samo 67. Glasovanje je bilo javno, tako da je svaki glasač morao izjaviti za koju od predloženih lista glasuje.
Vladko Maček u Memoarima o tim izborima navodi: 
»U hrvatskom dijelu Jugoslavije tj. u gornjoj Hrvatskoj, Slavoniji, Dalmaciji i Bosni i Hercegovini, Jeftić je dobio 520.144, a opozicija 797.197 glasova. Glavni grad Zagreb, iako s velikim brojem državnih činovnika i privrednika čija je egzistencija bila vrlo ovisna o režimu, dao je ipak opozicijskoj listi 30.260 glasova, dočim je režimska lista dobila tek 10.356 glasova.«
Dana 2. lipnja, na sastanku hrvatskih narodnih zastupnika, nakon održanih parlamentarnih izbora donosi se zaključak, da se u Narodnu skupštinu ne ide, te "da je jedini izlazak, da se ova tobožnja skupština odmah razjuri i raspišu novi izbori, koji će na osnovu novog izbornog zakona i pod čestitom neutralnom vladom zajamčiti potpunu slobodu izbora". (Rudolf Horvat, Hrvatska na mučilištu). 21. lipnja, Vladko Maček odlazi nakon sedam godina ponovno u Beograd, gdje vodi razgovore sa srbijanskim političkim čimbenicima o rješavanju duboke političke krize u državui. Zahtjeva raspuštanje Narodne skupštine, donošenje novog izbornog zakona i raspisivanje novih izbora.
1. srpnja, predsjednik vlade Milan Stojadinović, koji se oslanja na koaliciju triju bivših političkih stranaka (Radikalne stranke, Slovenske ljudske stranke i Jugoslavenske muslimanske organizacije) nazvanu Jugoslavenska radikalna zajednica (Jereza), po prvi puta u Narodnoj skupštini priznaje postojanje hrvatskog pitanja i potrebu njegovog rješavanja. Dana 8. rujna 1936., dolazi u Brdu kod Kranja do sastanka između Vladka Mačeka i kneza Pavla, prve osobe Namjesničkog vijeća. Na sastanku Maček postavlja temeljne političke zahtjeve za rješenje hrvatskog pitanja: ukidanje Oktroiranog ustava iz 1931., provođenje izbora za ustavotvornu skupštinu, koja bi donijela novi ustav, te donošenje novog izbornog zakona po kojem bi se izbori proveli tajnim glasovanjem.

## Skupštinski izbori 1938.
Dana 16. siječnja 1937., u lovačkoj kući kraj Brežica u Sloveniji, dolazi do sastanka između Vladka Mačeka i predsjednika vlade Milana Stojadinovića, na kojem nije došlo do ozbiljnijeg pomaka u rješavanju političke krize.
9. svibnja, na zboru u Senju kojeg je priredila senjska organizacija HSS-a povodom sjećanja na hrvatske velikane Matiju Gupca i braću Radić, pri odlasku iz Senja gospićke mladeži, žandari su ubili šest mladića i jednu djevojku u dobi od 20 do 25 godina, a više mladića teže ili lakše ranili. Pobijeni rodoljubi pokopani su 11. svibnja u Gospiću, te ih se narod sjeća pod zajedničkim imenom Senjske žrtve.
8. listopada dolazi u Farkašiću kraj Petrinje do potpisivanja sporazuma između Hrvatske seljačke stranke, Samostalne demokratske stranke (koje su činile Seljačko-demokratsku koaliciju), dijela Narodne radikalne stranke, Demokratske stranke i Zemljoradničke stranke (koje su činile srbijansku Udruženu opoziciju), kojim se između ovih stranaka stvara blok radi zajedničke borbe za ostvarenje i provedbu političkog i državnog programa, na temeljima kako su sporazumom dogovoreni.
Sporazumom se utvrđuje da je Ustav od 21. lipnja 1921. donesen bez Hrvata, te da Ustav od 3. rujna 1931. nema moralne vrijednosti, jer je u protivnosti s osnovnim demokratskim načelima. Stranke potpisnice sporazuma također su suglasne, da se uvede novi ustavni poredak i da na državnu upravu dođe jedna narodna vlada sastavljena iz svih političkih stranaka koje imaju korijena u narodu. Vlada, zajedno s krunom, treba proglasiti osnovni zakon Jugoslavije, kojim se ukida Ustav od 3. rujna 1931. Osnovni zakon sadržavat će, između ostalog, odredbe o zaštiti građanskih i političkih sloboda, zajamčen parlamentarni sustav vladavine. Ustavotvorne skupština donijet će ustav odlukom takve većine u kojoj će biti većina Srba, većina Hrvata i većina Slovenaca narodnih zastupnika ustavotvorne skupštine. Vlada će proglasiti novi pravičan i demokratski izborni red, te raspisati izbore za ustavotvornu skupštinu. Sporazum su potpisali Vladko Maček (HSS), Adam Pribićević (SDS), Aca Stanojević (NRS), Ljuba Davidović (DS) i Joca Jovanović (ZS).

Dana 14. kolovoza 1938., Vladko Maček odlazi na poziv srbijanske udružene opozicije u Beograd. O tome događaju Maček u svojoj knjizi Memoari piše: 
»Na kolodvoru i po ulicama do kuće, koja mi je određena za stan bilo je bez pretjerivanja preko stotinu tisuća ljudi, i to ne samo na ulici nego i na svim prozorima kuća, pa i na krovovima.« U rujnu su raspisani izbori za Narodnu skupštinu za 11. prosinca.
Za izbore 11. prosinca, političke grupacije istakle su tri zemaljske liste: 
1. vladinu s nositeljem Milanom Stojadinovićem,
2. opozicijsku s nositeljem Vladkom Mačekom,
3. listu Zbor s nositeljem Dimitrijem Ljotićem.

Na izborima, vladina lista nositelja Milana Stojadinovića dobila je 1.643.783 glasova (54,09%), opozicijska lista Vladka Mačeka 1.364.524 glasova (44,90%) i lista nositelja Dmitrija Ljotića Zbor 30.734 glasova (1,01%). Hrvatska seljačka stranka dobila je na tim izborima 801.333 glasa: 651.303 u Hrvatskoj, Slavoniji i Dalmaciji, 141.030 u Bosni i Hercegovini i nešto manje od 10.000 u Sloveniji i Vojvodini, sve to usprkos neposrednog režimskog terora, zatvaranja opozicionara, te izbornih manipulacija. Međutim, unatoč osvojenih 44,90% glasova, zbog nedemokratskog izbornog zakona, Stojadinovićevoj listi pripalo je 306 zastupničkih mjesta, a listi Mačeka samo 36. Da su zastupnička mjesta dijeljena razmjerno broju lasova, vladinoj listi pripalo bi 202 mandata, opozicijskoj 167, te listi Zbor 4.

## Sporazum Cvetković-Maček
Dana 2. siječnja 1939., knez Pavle poručuje Vladku Mačeku posredovanjem Ivana Šubašića, "da je voljan učiniti sve da se Hrvati barem donekle zadovolje na temelju postojećeg ustava". (Vladko Maček, Memoari) 15. siječnja, Hrvatsko narodno zastupstvo, prošireno i s onim zastupničkim kandidatima, koji iako su dobili većinu u izbornim kotarima u kojima su se kandidirali, nisu zbog diskriminatorskog izbornog zakona osvojili mandat, donosi rezoluciju kojom odlučuju da neće sudjelovati u radu Narodne skupštine izabrane na izborima 11. prosinca 1938., jer su ovi izbori provedeni na osnovi nedemokratskog izbornog zakona.
5. veljače, nova vlada Dragiše Cvetkovića predstavlja se u Narodnoj skupštini s deklaracijom u kojoj se između ostalog ističe "da sporazum s Hrvatima kao hrvatsko pitanje, mora biti njezina jasna i odlučna politika". 3. i 4. travnja, započinju u Zagrebu preliminarni razgovori između predsjednika vlade Cvetkovića i Vladka Mačeka, a nastavljaju se 16. travnja. 22. travnja, postignut je sporazum:
Predsjednik kraljevske vlade Dragiša Cvetković i predsjednik HSS i SDK dr. Vladko Maček, prilazeći rješavanja hrvatskog pitanja, poslije dužih vijećanja složili su se za sada u sljedećem:
27. travnja, djelomično je preformulirana druga rečenica iz točke 1. dogovora (Sporazuma), tako da glasi: "Definitivni pak opseg Banovine Hrvatske odredit će se odlukom naroda putem glasovanja u preostalim dijelovima Bosne i Hercegovine, te Srijema." (Ljubo Boban, Maček i politika HSS 1928./1941., knjiga 2) Istoga dana, objavljen je komunike, kojim se ističe da su razgovori o rješenju hrvatskog pitanja dovršeni, te da će se konačna odluka donijeti u najkraćem vremenu.
Namjesništvo dogovor (Sporazum) od 27. travnja, nije prihvatilo. 13. i 16. srpnja ponovno dolazi do sastanka između Dragiše Cvetkovića i Vladka Mačeka i nastavka pregovora i to u kući Ivana Šubašića u Vukovoj Gorici pokraj Karlovca. 16. i 17. kolovoza, na državnom dobru u Božjakovini, grupa eksperata uz sudjelovanje Cvetkovića i Mačeka, formuliraju tekst sporazuma. 20. kolovoza u Banskim dvorima, u Zagrebu, utvrđen je konačni tekst Sporazuma.

U tom konačnom tekstu Sporazuma mijenjana je klauzula o teritorijalnom opsegu Banovine Hrvatske iz dogovora (Sporazuma od 27. travnja), pa je ona sada glasila: 
Konačni tekst Sporazuma trebalo je prihvatiti i Namjesništvo. 24. kolovoza u Brdu kod Kranja Slovenija, knez Pavle prima u audijenciju Dragišu Cvetkovića i Vladka Mačeka, te je istoga dana objavljeno izvješće, da je knez Pavle primio prijedlog Sporazuma. 25. kolovoza, vlada Dragiše Cvetkovića podnosi ostavku. 26. kolovoza prihvaćen je i potpisan Sporazum (politički akt) i donesena i objavljena Uredba o Banovini Hrvatskoj (pravni akt). Za bana Banovine Hrvatske imenovan je Ivan Šubašić (1892. – 1955.). Raspušten je Parlament (Narodna skupština i Senat).
26. kolovoza sastavljena je nova vlada Dragiše Cvetkovića. U vladi je Vladko Maček zauzeo mjesto potpredsjednika vlade, a Hrvatskoj seljačkoj stranci pripadala su i tri ministarstva: financija (Juraj Šutej), trgovine (Ivan Andres) i pošta (Josip Torbar), dok je Bariša Smoljan, obnašao dužnost ministra bez lisnice. Srđan Budisavljević iz koalicijske Samostalne demokratske stranke dobio je mjesto ministra socijalne politike. 29. kolovoza na sjednici Hrvatskog narodnog zastupstva, prihvaćen je sporazum od 26. Kolovoza, sa samo jednim glasom protiv (zastupnik Lovro Sušić). 1. rujna započinje II. svjetski rat napadom Njemačke na Poljsku.

## Poveznice
- Hrvatska u Kraljevini Jugoslaviji
- Federalistički blok
- Hrvatska seljačka stranka
- Seljačko-demokratska koalicija